# Carl Heinrich Bloch
Carl Heinrich Bloch (23. května 1834 Kodaň – 22. února 1890) byl dánský malíř.

## Život
Narodil se v Kodani a studoval u Wilhelma Marstranda v Královské dánské akademii umění (Det Kongelige Danske Kunstakademi).

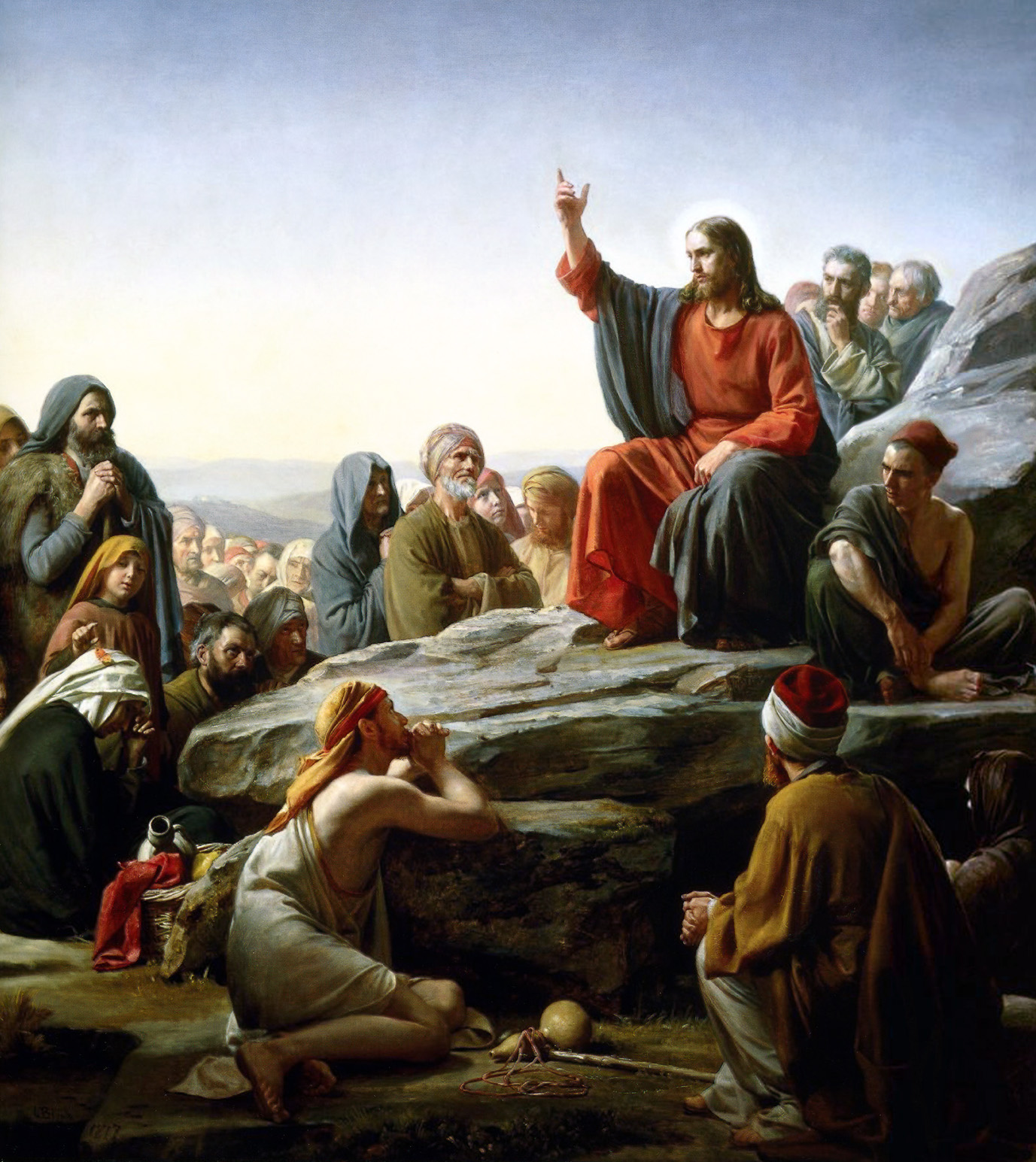
Horské kázání

Jeho rané dílo představovalo venkovské scény z každodenního života. Od roku 1859 do roku 1866 žil Bloch v Itálii a toto období bylo velice důležité na vývoj jeho historického stylu.
První velký úspěch sklidil na své výstavě Prometheus' befrielse (Prométheovo osvobození) v Kodani v roce 1865. Po smrti Marstranda se rozhodl dokončit výzdobu ceremoniální chodby na Kodaňské univerzitě.
Později byl pověřen namalovat 23 obrazů pro kapli ve Frederiksborském paláci. Ty měly představovat scény ze života Ježíše Krista a staly se později velice populárními ilustracemi. Originály namaloval mezi lety 1865 až 1879.
Bloch zemřel v Kodani ve věku 55 let.
Již déle než 40 let Církev Ježíše Krista Svatých posledních dnů využívá obrazů Carla Blocha, zvláště těch z Frederiksborského paláce, z kostelích a z tištěných médií.